# Umbrello UML Modeller
Umbrello UML Modeller è un software libero per i diagrammi UML disponibile nativamente per Unix. Il programma fa parte dell'ambiente desktop KDE, ma gira anche con altri ambienti desktop. Umbrello è sia user friendly, con un'interfaccia utente chiara e consistente, e sia un programma abbastanza potente da essere utilizzato anche per le industrie.
Umbrello supporta tutti tipi standard di diagrammi UML. Può importare codice C++, IDL, Ada, Python, e Java (le versioni precedenti alle 1.5.1, non supportano direttamente Java ma è possibile utilizzare java2xmi) ed esportarlo in vari linguaggi di programmazione. Il formato del file utilizzato è basato su XML Metadata Interchange (XMI).
Umbrello viene pubblicato insieme al modulo kdesdk di KDE.

## Linguaggi di programmazioni supportati per l'esportazione
- C++
- Java
- PHP
- JavaScript
- ActionScript
- SQL
- Ada
- Python
- IDL
- XML Schema
- Perl
- Ruby
- Tcl